# Палмоли
Па̀лмоли (на италиански: Palmoli) е село и община в Южна Италия, провинция Киети, регион Абруцо. Разположен е на 727 m надморска височина. Населението на общината е 933 души (към 2015 г.).